# Béla Balázs
Béla Balázs (Szeged, 4 d'agost de 1884 – Budapest, 17 de maig de 1949), nascut Herbert Bauer, fou un poeta, dramaturg, crític de cinema i guionista hongarès.

## Biografia
Fill de pares alemanys jueus, Herbert Bauer va adoptar el pseudònim "Béla Balázs" abans de mudar-se el 1902 a Budapest, on va estudiar hongarès i alemany en el Eötvös Collegium.
Entre les seves obres dramàtiques, destaca sobretot el llibret per El castell de Barbablava que va escriure per al seu amic Zoltán Kodály, qui al seu torn el va presentar al compositor de l'òpera, Béla Bartók. La col·laboració entre tots dos va continuar amb l'adaptació per a ballet de El príncep de fusta.
Després de la caiguda de la República Soviètica Hongaresa de Béla Kun el 1919, Bálasz es va exiliar a Viena i Alemanya i, entre 1933 i 1945, a la Unió Soviètica. György Lukács, que va ser íntim amic seu durant la seva joventut, es va convertir en gran enemic durant l'etapa de la Gran Purga. A Viena, es va convertir en un prolífic crític cinematogràfic. El seu primer llibre sobre cinema, Der Sichtbare Mensch (L'home visible) (1924), va contribuir a fundar la teoria del «cinema com a llenguatge», que també va influir en directors com Serguei Eisenstein i Vsèvolod Pudovkin. També va escriure el guió per a l'adaptació al cinema de L'òpera dels tres rals, dirigida el 1931 per G. W. Pabst, i que va comportar l'empipament i la denúncia de Bertolt Brecht. Més tard, va col·laborar amb Leni Riefenstahl en la producció de la seva primera pel·lícula, Das blaue Licht (1932), encara que posteriorment ella va eliminar el seu nom dels títols de crèdit. Una altra de les seves obres més conegudes és Valahol Európában (En algun lloc d'Europa, 1947).
Els últims anys de la seva vida van estar marcats per les vexacions a la seva terra natal, i un reconeixement cada vegada més gran al món germànic. El 1949 va rebre el premi més important d'Hongria, el Premi Kossuth. El mateix va acabar la seva Teoria del cinema, que va ser publicada pòstumament en anglès. El 1958, es va crear el Premi Béla Balázs en honor de la seva carrera i als seus assoliments com a cineasta i crític cinematogràfic.